# Central Pacific
La Central Pacific est la compagnie historique chargée de construire le premier chemin de fer transcontinental nord-américain. Officiellement créée le 28 juin 1861 en tant que Central Pacific Rail Road company of California, elle est rebaptisée Central Pacific Railroad company le 22 août 1870 après avoir absorbé Western Pacific railroad company (23 juin 1870), San Joaquin Valley Railroad company (22 août 1870) et California & Oregon railroad company (22 août 1870). Leland Stanford en est un des cofondateurs et président.
La dernière section du transcontinental, d'Ogden à Promontory Summit, appartenait initialement à l'Union Pacific. Elle est rachetée à cette dernière par la Central Pacific le 17 novembre 1869. Il existe une rupture de charge en fin de parcours, à Oakland. San Francisco ne peut être atteint qu'au moyen de bacs à vapeur, situation qui durera longtemps.
En 1870, le Southern Pacific Railroad (SP) et le CPRR unifièrent leur fonctionnement, tout en restant indépendants. Le SP prendra ainsi progressivement la main sur le Central Pacific, faisant du CPRR une simple entité administrative en 1899, et ce jusqu'à leur fusion définitive en 1959.

## Les origines
Lorsque la Californie fut rattachée aux États-Unis en 1850, la Sierra Nevada constituait une frontière si infranchissable, que les rails et les équipements fabriqués sur la côte Est, étaient chargés sur des cargos qui devaient d'abord contourner l'Amérique du Sud pour remonter ensuite vers les côtes californiennes.
Stimulé par la Ruée vers l'or en Californie, le New Yorkais, Collis P. Huntington, propriétaire du Chesapeake and Ohio Railway, s'associa avec 3 hommes d'affaires de Sacramento: Leland Stanford, Mark Hopkins et Charles Crocker. Connus sous le nom de « The Big Four » ou de « The Associates », ils formèrent le "Central Pacific Rail Road of California" le 21 juin 1861. Stanford fut nommé président, Huntington vice-président, et Hopkins trésorier. Après avoir exploré la Sierra Nevada durant tout l'été, Theodor Judah, ingénieur en travaux publics, annonça le 1er octobre 1861 qu'il avait découvert une route viable au nord-est de Sacramento. Grâce à ce col baptisé Donner Pass, l'idée d'une liaison intercontinentale parut réalisable.
Le Congrès très préoccupé par les débats sur l'esclavage et la sécession des états sudistes, finit néanmoins par voter, sous la pression de certains républicains, le droit de réaliser une ligne transcontinentale. Le Président Abraham Lincoln signa le 1er juillet 1862, le Pacific Railway Act, lequel autorisait le Central Pacific Railroad et l'Union Pacific Railroad à construire un chemin de fer vers l'Océan Pacifique. La construction de la ligne fut confiée à la société de Charles Crocker, et le 1er coup de pioche fut donné le 8 janvier 1863 à Sacramento.

## Ouverture du Transcontinental

### Généralités

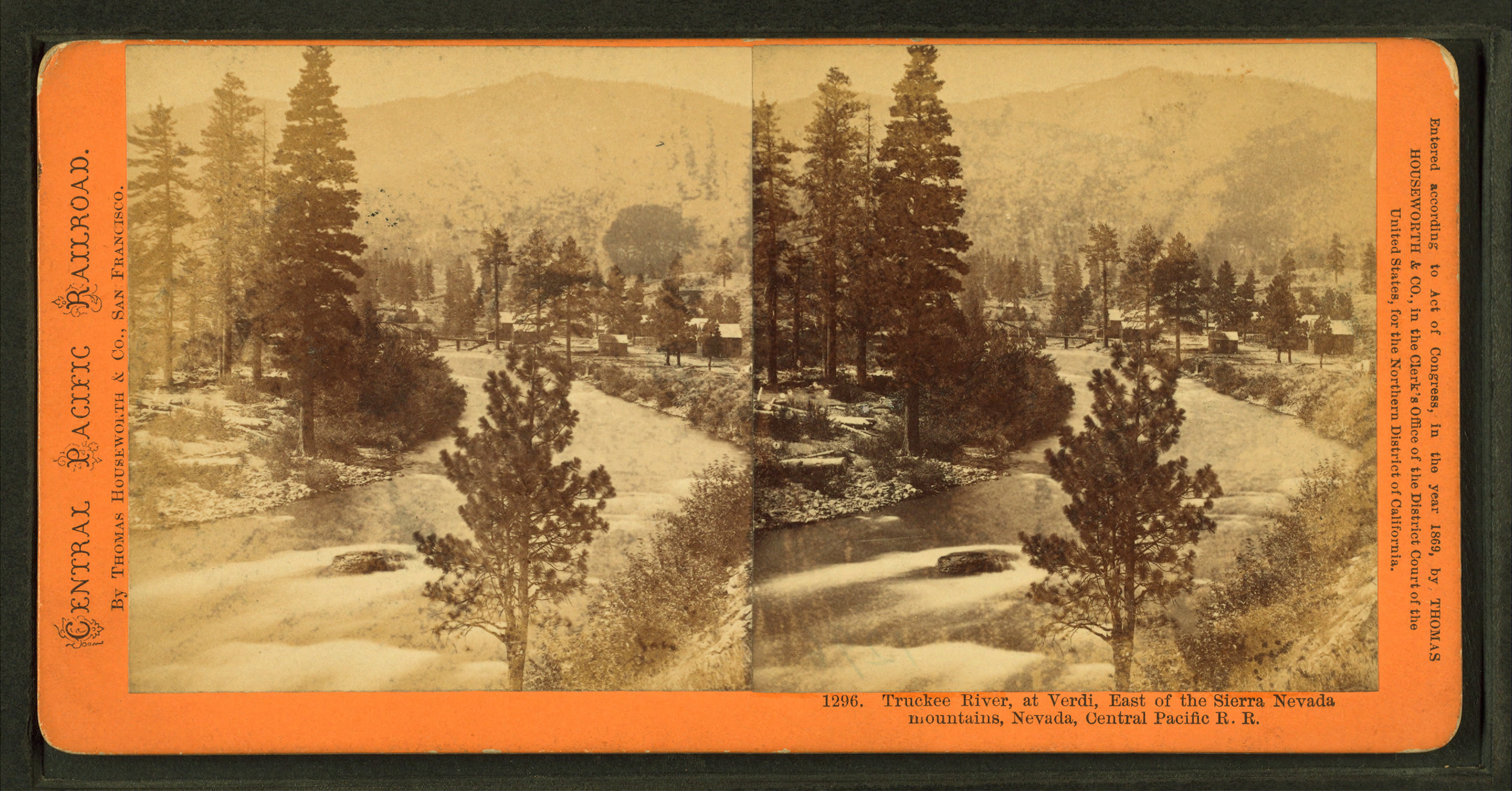
La rivière Truckee à Verdi (Nevada) en 1868 lorsque la Central Pacific Railroad atteignit le site.

La plupart des travailleurs étaient des Chinois. En 1869, 9 000 ouvriers chinois et 1 000 ouvriers blancs travaillent pour la compagnie. Celle-ci n'octroie aux Chinois qu'un tiers du salaire des Blancs.
Le 26 avril 1864, le Central Pacific ouvrit 29 km de voie jusqu'à Roseville, où il se connectait avec le California Central Rail Road, reliant Folsom à Lincoln. Le 3 juin 1864, le CP exploitait la ligne Sacramento / Newcastle. Après le vote de l'amendement pour le Pacific Railroad Act, la compagnie prit le nom de "Central Pacific Railroad of California" le 8 octobre 1864. Auburn fut atteint le 13 mai 1865, et Colfax le 1er septembre. Le CPRR ouvrit 147 km de voie pour joindre Cisco le 3 décembre 1866, puis 168 km dans la Sierra Nevada au 1er décembre 1868. C'est cette même année que Charles Crocker baptisa du nom du compositeur d'opéra italien la census-designated place de Verdi-Mogul (en) dans le Nevada (aujourd'hui dissociée en deux CDP, Verdi et Mogul) en tirant le nom de Giuseppe Verdi son chapeau. La progression du CPRR s'accéléra pour culminer et battre un record absolu le 28 avril 1869 avec 16 km de voie posées en 1 jour.
Le 10 mai 1869, le CPRR et l'UP se connectèrent à Promontory Summit dans l'Utah, et le 15 mai le premier train transcontinental arriva à Sacramento. Ainsi fut constitué l'"Overland Route" entre Omaha, Nebraska et la baie de San Francisco. La liaison Atlantique / Pacifique pouvait désormais se faire en 8 jours au lieu de plusieurs mois par bateau. Le 8 novembre 1869, le Western Pacific Railroad (1862-1870) et le San Francisco Bay Railroad, deux filiales du CPRR, achevèrent la route en reliant Sacramento à Oakland.
La compagnie obtient l’expulsion de nombreux paysans afin de récupérer leurs terres. Ces expulsions conduisent notamment au massacre de Mussel Slough, en 1880 en Californie, qui fait sept morts (cinq paysans et deux policiers).

### Section Est
1. Sacramento-Junction (aujourd'hui Roseville) : 26 avril 1864
2. Junction-Newcastle : 10 juin 1864
3. Newcastle-Auburn : 13 mai 1865
4. Auburn-Colfax : 1er septembre 1865
5. Colfax-Cisco : 3 décembre 1866
6. Cisco-Truckee : 3 avril 1868
7. Truckee-Reno : 19 juin 1868
8. Reno-Winnemucca : 1er octobre 1868
9. Winnemucca-Argenta : 19 novembre 1868
10. Argenta-Elko : 25 janvier 1869
11. Elko-Promontory : 10 mai 1869
12. Promontory-Ogden : 11 mai 1869

### Sections sud et ouest
1. Sacramento-Galt : 15 mai 1869
2. Galt-Lodi : 4 aout 1869
3. Lodi-Stockton : 14 aout 1869
4. Stokton-Wharf d'Alameda (Oakland) : 8 septembre 1869
5. Embranchement de San Jose (Oakland) : 15 septembre 1869
6. Stockton-Merced : 25 janvier 1872
7. Merced-Fresno : 28 mai 1872
8. Fresno-Goshen : 1er aout 1872

### Ligne du Nord
1. Junction (Roseville)-Lincoln : 13/10/1861
2. Lincoln-Wheatland : 27 juin 1866
3. Wheatland-Yuba : 19 septembre 1868
4. Yuba-Marysville : 1er juin 1869
5. Marysville-Chico : 2 juillet 1870
6. Chico-Tehama : 28 aout 1871

## Le développement du CPRR grâce aux fusions
En 1870, le Southern Pacific Railroad (SP) et le CPRR unifièrent leur fonctionnement, tout en restant indépendants. Le 23 juin 1870, le Central Pacific se consolida avec le Western Pacific Railroad et le San Francisco Bay Railroad pour former le Central Pacific Railroad Co.. Puis il absorba le 22 août 1870, le California & Oregon, le San Francisco Oakland & Alameda et le San Joaquin Valley Railroad pour former le nouveau Central Pacific Railroad Co.
Le CPRR exploita à partir du 30 avril 1876, le California Pacific Railroad circulant entre South Vallejo, Sacramento, Calistoga et Marysville.
Le 18 novembre 1883 fut mis en place un système d'heure standard grâce à la création de 5 fuseaux horaires appelés: Intercolonial, Eastern, Central, Mountain, et Pacific. En l'espace d'un an ce système fut adopté par 200 villes de plus de 10 000 habitants.
L'exploitation des lignes de la compagnie est affermée à la puissante Southern Pacific Company le 1er avril 1885. Le 30 juin 1888, le CPRR fut listé comme filiale non exploitante. Il fut réorganisé le 29 juillet 1899 en "Central Pacific Railway". La compagnie conserve une existence administrative jusqu'à son rachat définitif par le Southern Pacific le 30 juin 1959.

## Son influence cinématographique
Le Central Pacific fut un des chemins de fer les plus portés à l'écran dans les premiers films hollywoodiens.

## Source de la traduction
- (en) Cet article est partiellement ou en totalité issu de l’article de Wikipédia en anglais intitulé « Central Pacific Railroad » (voir la liste des auteurs).